# Cavallermaggiore
Cavallermaggiore (piemontesisch Cavlimor/Caolimor oder Cavalimor) ist eine Gemeinde in der italienischen Provinz Cuneo (CN), Region Piemont.

## Lage und Einwohner
Cavallermaggiore liegt 40 km nördlich von der Provinzhauptstadt Cuneo entfernt, am rechten Ufer der Maira. Das Gemeindegebiet umfasst eine Fläche von 51 km² und hat 5343 Einwohner (Stand 31. Dezember 2023). Zur Gemeinde gehören auch die Dörfer und Weiler Foresto, Madonna del Pilone, Motta Gastaldi und Trebbie.
Die Nachbargemeinden sind Bra, Cavallerleone, Cherasco, Marene, Monasterolo di Savigliano, Racconigi, Ruffia, Sanfrè, Savigliano und Sommariva del Bosco.

### Bevölkerungsentwicklung

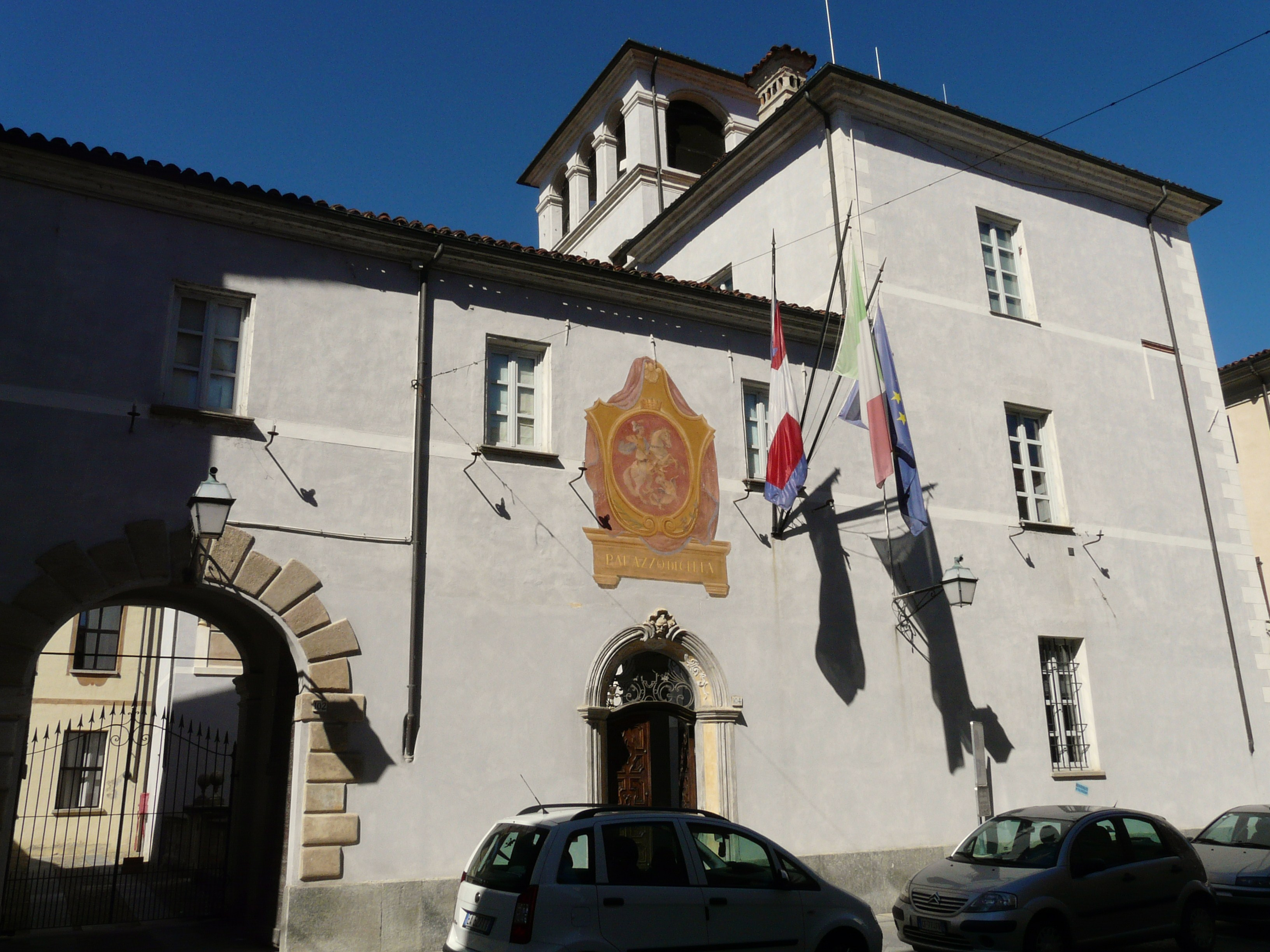
Gemeindehaus

## Geschichte
In einem Dokument von 1028 ist erstmals von einem Cavallarium Witberti die Rede. In einer Bulle von Papst Lucius III. von 1185 lautet der Name dann Cavallarius Maius, wovon der heutige Name abgeleitet ist. Während des Mittelalters übten verschiedene Familien die Herrschaft über den Ort aus. Von 1418 an gehörte er zum Haus Savoyen, was bedeutete, dass er 1861 Teil des Königreichs Italien wurde. 1863 verlieh König Viktor Emanuel II. der Ortschaft das Stadtrecht.

## Verkehr
Die Stadt verfügt über einen eigenen Abzweigbahnhof an den Bahnstrecke Turin–Fossano–Savona und Alessandria-Cavallermaggiore. Der Bahnhof verfügt nicht über einen Begleitservice für behinderte Menschen und verfügt weder über Gehwege noch über einen Aufzug, um die Bahnsteige zu erreichen. Auf dem Gemeindegebiet gibt es einen weiteren Bahnhof, der den Weiler Madonna del Pilone bedient, der an der Linie Alessandria-Cavallermaggiore liegt.

## Wirtschaft
Von 1972 bis 1991 war in Cavallermaggiore das Karosseriebauunternehmen Carrozzeria Saturn ansässig, das insgesamt etwa 600 Autos für die US-amerikanische Oberklassemarke Stutz herstellte.

## Persönlichkeiten
- Ascanio Sobrero (1812–1888), Chemiker und Erfinder des Nitroglycerins, lebte längere Zeit in Cavallermaggiore
- Giuseppe Garneri (1823–1905), General
- Marco Arnolfo (* 1952), Erzbischof von Vercelli
- Gianmaria Testa (1958–2016), Liedermacher